# John Barres
John Oliver Barres (ur. 20 września 1960 w Larchmont, Nowy Jork) – amerykański duchowny katolicki, biskup diecezji Rockville Centre od 2017.

## Życiorys
Był piątym z szóstki dzieci Olivera i Marjorie. Rodzice byli protestantami, na katolicyzm nawrócili się w roku 1955. Jego ojciec opisał swą konwersję w książce Jeden pasterz, jedna owczarnia, do której wstęp napisali późniejszy kardynał Avery Dulles i Benedict Groeschel. Został ochrzczony dnia 2 października 1960 roku przez bpa Fultona Sheena. Kształcił się m.in. na Princeton University, a także na Uniwersytecie Nowojorskim. W roku 1988 uzyskał licencjat z teologii, jak również licencjat z teologii systematycznej na Katolickim Uniwersytecie Ameryki. Po latach kontynuował studia zdobywając licencjat z prawa kanonicznego i doktorat z teologii, które uzyskał w Rzymie w roku 1998 i 1999. Święcenia kapłańskie otrzymał 21 października 1989 z rąk ówczesnego ordynariusza Wilmington, Roberta E. Mulvee. Pracował duszpastersko w diecezji Wilmington do czasu wyjazdu na studia rzymskie. Po powrocie do kraju sprawował funkcję wicekanclerza, a od roku 2000 kanclerza diecezji. Otrzymał wówczas godność kapelana Jego Świątobliwości. W maju 2009 sprawował przez krótki okres funkcję proboszcza parafii Św. Dzieciątka Jezus w Wilmington.
27 maja 2009 otrzymał nominację na biskupa diecezji Allentown w stanie Pennsylvania. Sakra wraz z uroczystym ingresem miała miejsce 30 lipca 2009 roku. Obrzędu święceń biskupich dokonał w miejscowej katedrze kardynał Justin Francis Rigali, metropolita Filadelfii.
9 grudnia 2016 został mianowany ordynariuszem diecezji Rockville Centre. 31 stycznia 2017 objął kanonicznie diecezję.
Poza językiem ojczystym włada biegle językami włoskim, francuskim i hiszpańskim. Jest członkiem organizacji Opus Dei.